# Túnel de Occidente
El Túnel de Occidente o Túnel Fernando Gómez Martínez es un túnel localizado entre las ciudades colombianas Medellín y San Jerónimo. El túnel se inauguró el 20 de enero de 2006

## Características y especificaciones
Está dotado con los mayores recursos tecnológicos para este tipo de macroproyectos. Tiene 88 cámaras de televisión, 800 lámparas y 220 kilómetros de cableado eléctrico. Cuenta con sistemas de ventilación e iluminación; el sistema contra incendios está conformado por tanques con capacidad de almacenamiento de 142.000 litros; también dispone de amigable señalización general y modernos equipos de comunicaciones; además, de una emisora operada desde el sistema central (106.9 en el dial), que sólo funciona en el interior del túnel y ofrece al usuario información pertinente a la travesía, que puede durar en promedio 5 a 6 minutos. En cada uno de los extremos, el túnel cuenta con salas de mando, desde las cuales se monitorea constantemente cualquier evento que ocurra en su interior

## Inversión y obras para su construcción
En la obra se movieron 10 millones de metros cúbicos de tierra y los equipos electromecánicos demandaron una inversión de 20 mil millones de pesos. Su construcción demoró ocho años, tiempo durante el cual se generaron unos mil empleos directos. En uso comercial, genera 80 empleos directos. Esta obra también forma parte de la gran autopista que unirá, por una ruta más corta que las existentes, el centro del país con el océano Atlántico; el túnel forma también parte de la Carretera Panamericana. 
Las obras complementarias puestas en servicio para su construcción incluyen una carretera nueva de 39 kilómetros de longitud. “Esta carretera es de la mayor importancia porque es uno de los corredores de competitividad que aseguran las exportaciones agrícolas desde el occidente de Antioquia a través de los puertos de Turbo”, dijo en su oportunidad Mauricio Ramírez Koppel, director del Invías.
El costo total de la obra es de 325 mil millones de pesos, de los cuales 220 mil millones han sido aportados por el Invías, lo que representa el 61 por ciento del total de la construcción. El 39 por ciento fue aportado por el Área Metropolitana de Medellín y la Gobernación de Antioquia.

## Conexiones viales del túnel de occidente
La carretera, que conecta a Medellín con Urabá, es una vía de una calzada, con dos carriles, con velocidad de diseño de 60 kilómetros por hora. Tiene 34 puentes y viaductos. Para complementar la importante obra del occidente y facilitar el acceso y el desarrollo de Urabá, el Invías está ejecutando una inversión de 20 mil millones de pesos para la vía Santa Fe de Antioquia-Mutatá-Turbo. Tiene un plazo de ejecución de 20 meses.
A través del Plan 2500, se pavimentarán también 25 kilómetros entre Turbo y Necoclí que tiene una inversión del orden de los 13 000 millones de pesos. Esa obra ya se encuentra en ejecución, el contratista inició todas las labores de preparación para la pavimentación es decir la construcción de obras de control hidráulico, de filtros, de cunetas para proceder a la pavimentación en las próximas semanas.
Estas inversiones, sumadas a las de la Conexión Aburrá-Cauca, darán una reducción de dos horas en el trayecto desde Medellín a Turbo.